# Nos Festa
Nos Festa är ett musikalbum som gavs ut år 1981 av artisten Eddy Moreno. Kända låtar på skivan är Arriola och Grandeza. Grandeza har även getts ut av Eddy Morenos brorson Val Xalino.
Nos Festa betyder "vår fest" på portugisiska och på Kap Verde-kreol.
Eddy Moreno var den första att spela in låtar i musikstilen sanjon på skiva, en stil som även den finns med på skivan Nos Festa. Kompositör på skiva är också Djuta Silva.
Den första låten på albument Arriola, vilket på criol är en synonym med "tjafs" och "skvaller", blev en stor hit. Den skrevs på 1950-talet av artisten Eddy Moreno, också känd som Adolfo de Jon Xalino. Med låten markerade Eddy Moreno även en ny epok i den kapverdianska musikhistorien som den första rapparen.
| År   | Album     | Kompositörer              | Antal låtar |
| ---- | --------- | ------------------------- | ----------- |
| 1962 | Nos Festa | Eddy Moreno & Djuta Silva | 8           |

| Låtnummer | Låttitel      |
| --------- | ------------- |
| 1         | Arriola       |
| 2         | Temp d'guerra |
| 3         | Morininha     |
| 4         | Solo Beleza   |
| 5         | Nha Terra     |
| 6         | Grandeza      |
| 7         | Manuela       |
| 8         | Sanjon        |